# Oratemnus brevidigitatus
Oratemnus brevidigitatus es una especie de arácnido del orden Pseudoscorpionida de la familia Atemnidae.

## Distribución geográfica
Se encuentra en las islas Seychelles.